# Béžová
Béžová je označení barvy, která je světle šedá se žlutými a hnědými tóny. Pochází z výrazu beige, který znamená ve francouzštině surovou ovčí vlnu. Jako pojmenování barvy toto slovo pravděpodobně poprvé použil Edmond de Goncourt v románu La Fille Elisa (1877). Původně byla béžová synonymem k ecru, později se začaly obě barvy rozlišovat. Béžová je barva pouštního písku, velbloudí srsti, kávy s mlékem nebo tmelu. Je vnímána jako zklidňující barva, používaná často v interiérech, v béžových odstínech se vyrábí řada elektronických zařízení, proto v angličtině zdomácněl výraz beige box jako označení pro osobní počítač. Jako neutrální barva nabízí v odívání množství kombinací. V angloamerickém slangu symbolizuje béžová barva nudu, průměrnost a konformitu.
- Podle astronomů Karla Blazebrooka a Ivana Baldryho z americké Univerzity Johnse Hopkinse je základní barvou vesmíru světle béžová, tzv. cosmic latte.[5]

- Duke Ellington nazval svou skladbu z roku 1943, inspirovanou historií Afroameričanů, Black, brown and beige (Černá, hnědá a béžová).

- Vlajka amerického státu Delaware je azurově modrá s béžovým kosočtvercem nesoucím státní znak.[6]

- Druh žraloka Parmaturus bigus byl pojmenován podle svého béžového zbarvení.

- Pravidelná bilanční zpráva amerického Federálního rezervního systému je známá jako Béžová kniha.[7]

## Odstíny béžové
- khaki
- taupe
- široneri, japonský výraz pro barvu přírodního hedvábí
- buff (barva nevyčiněné buvolí kůže), béžová přecházející do okrové
- krémová
- slonovinová
- vanilková